# Wissadula fuscorosea
Wissadula fuscorosea är en malvaväxtart som beskrevs av Oskar Eberhard Ulbrich. Wissadula fuscorosea ingår i släktet Wissadula och familjen malvaväxter. Inga underarter finns listade i Catalogue of Life.